# Франклін (Техас)
Франклін (англ. Franklin) — місто (англ. city) в США, в окрузі Робертсон штату Техас. Населення — 1614 особи (2020).

## Географія
Франклін розташований за координатами 31°1′32″ пн. ш. 96°29′8″ зх. д. / 31.02556° пн. ш. 96.48556° зх. д. (31.025480, -96.485643).  За даними Бюро перепису населення США в 2010 році місто мало площу 2,42 км², уся площа — суходіл. В 2017 році площа становила 3,03 км², уся площа — суходіл.

## Демографія
Згідно з переписом 2010 року, у місті мешкали 1564 особи в 572 домогосподарствах у складі 376 родин. Густота населення становила 646 осіб/км².  Було 711 помешкання (294/км²).
Расовий склад населення:
| - 72,7 % — білих - 19,3 % — чорних або афроамериканців - 0,3 % — корінних американців - 0,1 % — азіатів - 5,0 % — осіб інших рас |

До двох чи більше рас належало 2,6 %. Частка іспаномовних становила 12,1 % від усіх жителів.
За віковим діапазоном населення розподілялося таким чином: 27,6 % — особи молодші 18 років, 55,3 % — особи у віці 18—64 років, 17,1 % — особи у віці 65 років та старші. Медіана віку мешканця становила 34,6 року. На 100 осіб жіночої статі у місті припадало 99,7 чоловіків;  на 100 жінок у віці від 18 років та старших — 90,1 чоловіків також старших 18 років.
Середній дохід на одне домашнє господарство  становив 44 498 доларів США (медіана — 34 167), а середній дохід на одну сім'ю — 53 034 долари (медіана — 39 531). Медіана доходів становила 45 625 доларів для чоловіків та 26 226 доларів для жінок. За межею бідності перебувало 22,8 % осіб, у тому числі 32,8 % дітей у віці до 18 років та 5,1 % осіб у віці 65 років та старших.
Цивільне працевлаштоване населення становило 599 осіб. Основні галузі зайнятості: освіта, охорона здоров'я та соціальна допомога — 25,7 %, будівництво — 14,0 %, транспорт — 12,4 %, мистецтво, розваги та відпочинок — 12,2 %.